# Armored Core: For Answer
Armored Core: For Answer est un jeu vidéo d'action sorti en 2008 sur PlayStation 3 et Xbox 360. Le jeu a été développé par FromSoftware et édité par Ubisoft.

## Accueil
- Jeuxvideo.com : 13/20[1]